# Torvaldo e Dorliska
Torvaldo e Dorliska er en opera med betegnelsen dramma semiserio i to akter af Gioachino Rossini til en italiensk libretto af Cesare Sterbini baseret på Les amours du Chevalier de Faublas af den revolutionære Jean-Baptiste Louvet de Couvrai, hvis arbejde også var kilde til librettoen til Lodoïska komponeret af Luigi Cherubini (1791) og Lodoiska af Stephen Storace (1794) og Simon Mayr (1796).
Torvaldo e Dorliska er en redningsopera med en lykkelig slutning. Brugen af bufforoller er baggrunden for, at betegnelsen semiserio (jf. La gazza ladra).

## Opførelseshistorie
Torvaldo og Dorliska blev uropført på Teatro Valle i Rom den 26. december 1815. Den forblev på repertoiret i Italien i mange år, selv om den aldrig blev en stor succes hos kritikerne.

## Roller
| Rolle                      | Stemmetype  | Originalbesætning, 26. december 1815 (Dirigent: -) |
| -------------------------- | ----------- | -------------------------------------------------- |
| Torvaldo                   | Tenor       | Domenico Donzelli                                  |
| Dorliska, Torvaldos hustru | Sopran      | Adelaide Sala                                      |
| Hertug af Ordow            | Bas         | Filippo Galli                                      |
| Giorgio, vogter af slottet | Baryton     | Raniero Remorini                                   |
| Carlotta, hans søster      | Mezzosopran | Agnese Loiselet                                    |
| Ormondo                    | Bas         | Cristoforo Bastianelli                             |

## Diskografi
- 2003: Czech Chamber Soloists ved Alessandro de Marchi. Sangere: Mauto Utzeri, Michele Bianchini, Anna Rita Gemmabella, Paola Cigna, Huw Rhys-Evans. Juli 2003. Naxos – 8,660189-90 (CD)

## Eksterne links
- Libretto
- Diskografi